# Michael Rophino Lacy

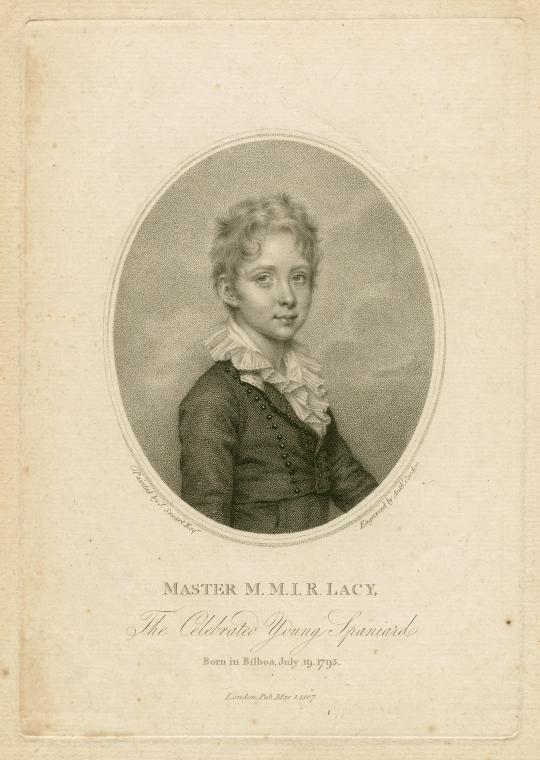
Antoine Cardon (naar een tekening van John Smart). Michael Rophino Lacy. Mei 1807. Gravure.

Michael Rophino Lacy (Bilbao, 19 juli 1795 – Pentonville, 20 september 1867) was een Spaans-Brits violist, toneelspeler en componist van balletmuziek.
Zijn vader was een Engelse handelaar in Bilbao; zijn moeder was Spaans. Hij begon op zijn vijfde met vioollessen en gaf op zijn zesde zijn eerste concert in Bilbao met de Italiaanse vioolspeler Andreossi. Het publiek reageerde enthusiast en Lacy werd tot 1802 als wonderkind begunstigd door het hof in Madrid. Vanaf 1802 volgde hij een opleiding in Bordeaux en 18 maanden later werd hij ingeschreven aan een lyceum in Parijs. In Parijs kreeg hij les van Rudolphe Kreutzer, onder wie hij grote vooruitgangen boekte. In 1805 gaf hij als le petit Espagnole een concert in de Tuilerieën. Ondertussen was zijn vader geruïneerd door speculaties in Amerika, waardoor hij naar Engeland moest verhuizen. Op weg naar Engeland speelde hij in diverse Nederlandse steden en was publieksfavoriet in Den Haag.
Op zijn tiende kwam hij aan in Engeland, waar hij als the young Spaniard grote successen boekte en er zelfs bescherming genoot van de prins van Wales, de hertog van Sussex, de hertogin van York en de Oostenrijkse ambassadeur Graaf Strahremberg. Hierna was hij van 1808 tot 1818 toneelspeler. In 1818 volgde hij Yanewitsch op als eerste viool en leider van de Liverpool concerts. Eind 1820 keerde hij terug naar Londen, waar hij tot 1823 balletvoorstellingen regisseerde en balletmuziek componeerde.
- Biblioteca Nacional de España: XX4580619
- Bibliothèque nationale de France: cb14307757t (data)
- Gemeinsame Normdatei: 1055786465
- International Standard Name Identifier: 0000 0001 1611 2961
- Library of Congress Control Number: n82229229
- SNAC: w6bp2tfb
- Trove: 1059344
- Virtual International Authority File: 27279116
- WorldCat: E39PBJjtbXBxBbwTQfcgPq4KBP